# Ligne 2 du tramway de Bruxelles (1897-1968)
Pour les articles homonymes, voir Ligne 2.
La ligne 2 est une ancienne ligne du tramway de Bruxelles qui a fonctionné jusqu'au 18 mars 1968.

## Histoire
Elle est supprimée le 18 mars 1968 lors de la cinquième phase de restructuration du réseau de tramway bruxellois, l'intégralité de son itinéraire est repris par les lignes suivantes, :
- la ligne 92 entre le carrefour du boulevard Lambermont avec l'avenue Princesse Élisabeth à Schaerbeek et la place Louise à Bruxelles ;
- la ligne 93 entre la gare de Schaerbeek et la place Pogge, celle-ci dessert toujours la section place Pogge - place des Palais commune avec la ligne 2 ;
- la ligne 94 entre la place de la Reine à Schaerbeek et Bruxelles Bois à l'exception de la section entre la place des Palais et la place Louise où le 94 emprunte l'itinéraire de la ligne 1 par la petite ceinture.

## Les stations
| Stations            |
| ------------------- |
| Schaerbeek Gare     |
| Princesse Élisabeth |
| Verboekhoven        |
| Eenens              |
| Pogge               |
| Église St-Servais   |
| Robiano             |
| Sainte-Marie        |
| Guillon             |
| Botanique           |
| Congrès             |
| Parc                |
| Palais              |
| Royale              |
| Petit Sablon        |
| Poelaert            |
| Louise              |
| Stéphanie           |
| Defacqz             |
| Bailli              |
| Vleurgat            |
| Abbaye              |
| Legrand             |